# Divided Island
Divided Island (с англ. — «Разделённый остров») — российская метал-группа.

## История
В первый состав группы входили гитарист Дмитрий Никифоров, вокалистка Алёна Софронова, барабанщик Михаил Глухов, и клавишница Татьяна Шелуданова. Вместе они записали и самостоятельно издали в 2017 году англоязычный мини-альбом Gradient of the Sky, в котором прослеживалось явное влияние готик- и ню-метала. Несмотря на то, что изначально диск не получил широкого распространения, критики отзывались о нём положительно.
К 2018 году состав музыкантов претерпел изменения. В группе остались Алёна и Дмитрий и вдвоём выпустили сингл «Арктика». Затем к ним присоединился барабанщик Даниил Васильев. В феврале 2019 года вышел первый клип Divided Island на песню «Арктика», снятый самими музыкантами.
В конце 2019 года место бас-гитариста занимает Максим Гаранин (ex-Pitchblack). Релиз первого полноформатного альбома Divided Island Shades of Purple состоялся 25 апреля 2020 года и стал серьёзным толчком к развитию группы: у неё появляется собственное характерное звучание. Песня «Граффити», записанная дуэтом с вокалистом группы «Маврин» Евгением Колчиным, попала в эфир «Нашего радио»
Осенью 2020 года выходит новый клип Divided Island «Ultraviolet Poison». Его режиссёром стала вокалистка московской готик-рок группы Witchcraft Людмила Angel.
В 2021 году выходят синглы «Twice as Bright», «Error 404» и «Radiating Light», которые были объединены в мини-альбом Radiating Light. Режиссёром видеоклипа «Twice as Bright» стал Александр Корсак из группы Fallcie, а над «Radiating Light» работала команда Людмилы Angel. С приходом бас-гитариста Влада Риконвальда завершается формирование состава группы. Осенью 2021 года Divided Island отправляются в первый тур по России, завершая его концертом в Москве, а также анонсируют участие в фестивале Dark Beauty Online Festival, где хэдлайнерами выступают Therion, Manntra, London after Midnight и Mortiis.
23 февраля 2022 года Divided Island выступили на разогреве Pain в Москве, победив в конкурсе для локальных групп, организованном в честь тура Pain по России.
На 2022 год был намечен релиз второго полноформатного альбома, его название не объявлено. Одним из первых об этом сообщил бразильский журнал Roadie Metal. 4 марта 2022 года вышел очередной сингл из этого альбома — Oxygen. Весной 2023 года вышли синглы Wow Effect и To the End of Life. Релиз второго альбома перенесен на 2023 год.

## Творчество
Музыка коллектива представляет собой смешение разных стилей — альт-метала, ню-метала, готик-метала, прог-метала c добавлением электроники. Тексты песен как на русском, так и на английском языке. Характерная черта Divided Island — наличие высокого женского вокала, более присущего для симфо-метал групп.
Divided Island называют свой стиль «Ultraviolet metal». Такая концепция связана с любовью музыкантов к фиолетовому цвету, который присутствует во всех аспектах деятельности группы. Это выражается и в названиях и текстах песен («Фиолетово», «Ultraviolet Poison», «Error 404»), в названии дебютного альбома Shades of Purple, оформлении обложек для релизов, в визуальном образе, а также сценическом псевдониме вокалистки Алёны Софроновой — Ultraviolet.
Музыкальную составляющую солистка группы описывает так:
Если говорить о концепции звука, то тут довольно необычный коктейль из ритмически сложных, ломаных барабанных партий, агрессивных гитар с грубым саундом и тембрально мягкого, чувственного женского вокала на контрасте. Сверху же всё это связывают и дополняют современные электронные аранжировки. Всю вот эту сложную конструкцию мы стараемся упаковать стильно, с неким налётом „хитовости“, чтобы слушатель мог воспринимать всё это вместе легко и непринуждённо.

## Дискография
Альбомы:
- 2017 — Gradient of the Sky (EP)
- 2020 — Shades of Purple (LP)
- 2022 — Oxygen (EP)

Синглы:
- 2016 — «Виражи»
- 2017 — «В эпицентре»
- 2018 — «Арктика»
- 2021 — «Twice as Bright», «Error 404», «Radiating Light»
- 2023 — «Wow Effect», «To the End of Life»

Видеоклипы:
- 2019 — «Арктика»
- 2020 — «Ultraviolet Poison»
- 2021 — «Twice as Bright»
- 2021 — «Radiating Light»